# 天草飛行場
天草飛行場（あまくさひこうじょう、英: Amakusa Airfield）は、熊本県天草市にある飛行場である。天草空港（あまくさくうこう）とも呼ばれる。

## 概要

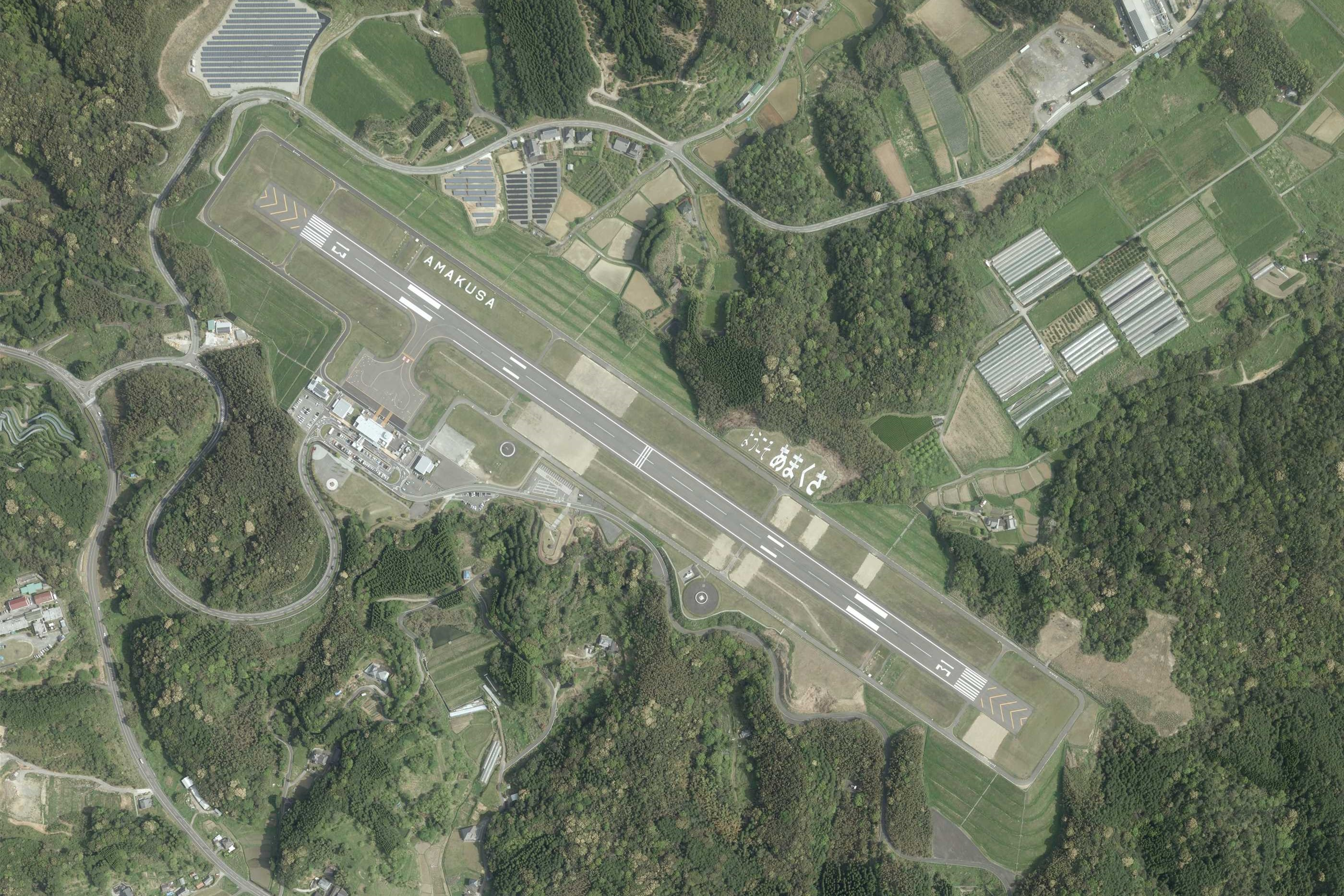
天草飛行場付近の空中写真。2016年撮影。

天草地方の行政、商業、交通の中心地である旧本渡市の市街地より約6 kmの天草下島の北部に位置する高尾山山頂付近（旧天草郡五和町と旧本渡市の境）にあり、主に天草地方の空運を担っている。日本の空港は空港法において、それぞれの役割に応じ「拠点空港」「地方管理空港」などに分類されるが、当飛行場はそれらの分類に属さない「その他の空港」に区分されている。航空機安全運航支援センター が運用業務を受託する。
天草市に本社を置く地域コミューター航空会社の天草エアラインが当飛行場をハブ空港としている。
年間利用客数は、国内39,939人（2019年度）。
13/31方向に1,000 mの滑走路を持つ。平行誘導路はない。着陸帯の幅は120 mであり、計器着陸に対応している。計器着陸装置 (ILS) は未設置である。滑走路は当初サーブ 340の就航を見込んで建設していたが、同機種が生産中止になって、就航予定機材がボンバルディアDHC-8に変更になり、滑走路により厚い舗装を行っている。
空港建設の構想時は、西武鉄道グループのレジャー施設を見込んで本田航空が参入する意向を示していた。しかしバブル崩壊でレジャー施設の建設がなくなり、本田航空もコミューター事業から撤退し、就航の見込みが立たなかった。結局、熊本県や天草地方の市町村によって第三セクターの天草エアラインが設立され、就航した。
天草は温暖な地域ではあるが、冬季には冷え込むことがある。2025年1月には、滑走路の凍結を理由に福岡便が欠航したことがあった。

## 沿革
- 1982年9月6日 - 熊本県知事が定例記者会見で天草地方への小型空港構想を表明
- 1990年 - 運輸省が天草空港の設置を許可[1]
- 1992年 - 空港建設工事が開始[1]
- 1999年11月19日 - 天草エアラインのDHC-8が初着陸
- 2000年3月23日 - 供用開始[1]
- 2005年12月1日 - 運用時間延長（8:00 - 19:00→7:40 - 20:30）[1]
- 2013年3月7日 - 同年9月にかけて、旅行会社ジェイティービーの東京発周遊ツアー「五島列島と長崎・天草4日間〜世界遺産候補地長崎の教会群とキリスト教関連遺産の地を訪ねて」として、オリエンタルエアブリッジが長崎県の五島福江空港から合計9便のチャーター便を運航[6]
- 2016年2月20日 - 天草エアラインがATR42-600による定期便運航を開始[7][8]

## 施設

### 空港ターミナルビル
空港ターミナルビルは滑走路の南東側にある。ボーディングブリッジは設置されておらず、旅客はタラップまたはエアステアより搭乗する。ターミナルビルに隣接するエプロンはコミューター機用2バースを設置している。貨物取扱及び給油設備は設置されていない。
熊本県天草空港管理事務所が運営・管理している。地上2階建てで内装は木材を多用している。空港の造成時に地中から発見された約200万年前の埋れ木がターミナルビル内に展示されている。
- 1階
  - 案内所
  - 出発ロビー
  - 到着ロビー
  - 天草エアライン本社
  - バリアフリー対応型トイレ
  - 授乳室
  - 観光案内所
  - 売店
  - バス・タクシー乗り場
- 2階
  - 見学・送迎デッキ
  - 管理事務所

### その他
滑走路の南側に公園があり、造成された小高い丘からは空港の構内とともに島原湾を望むことができる。

### ギャラリー

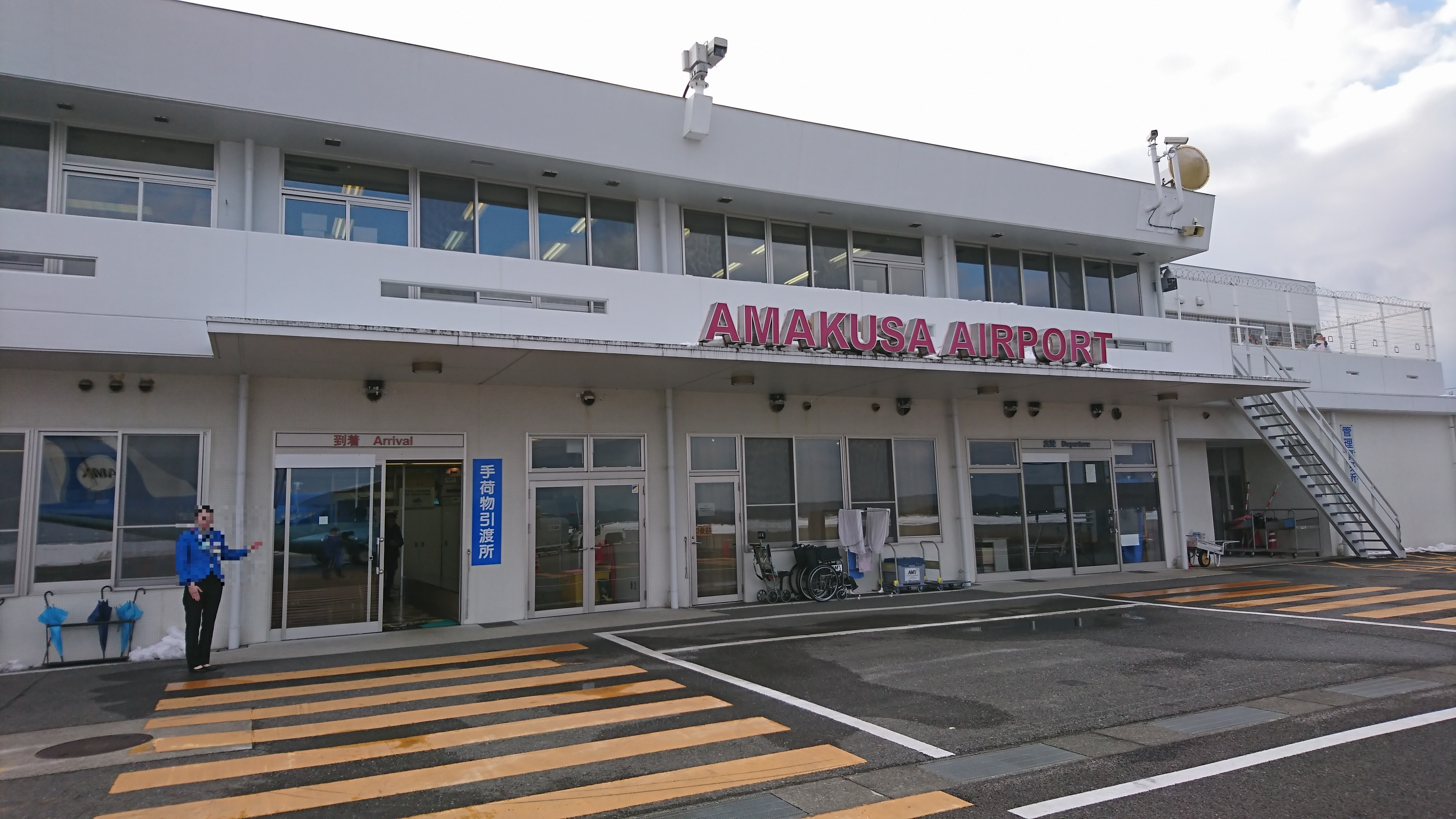
制限区域側から見たターミナルビル（2018年）
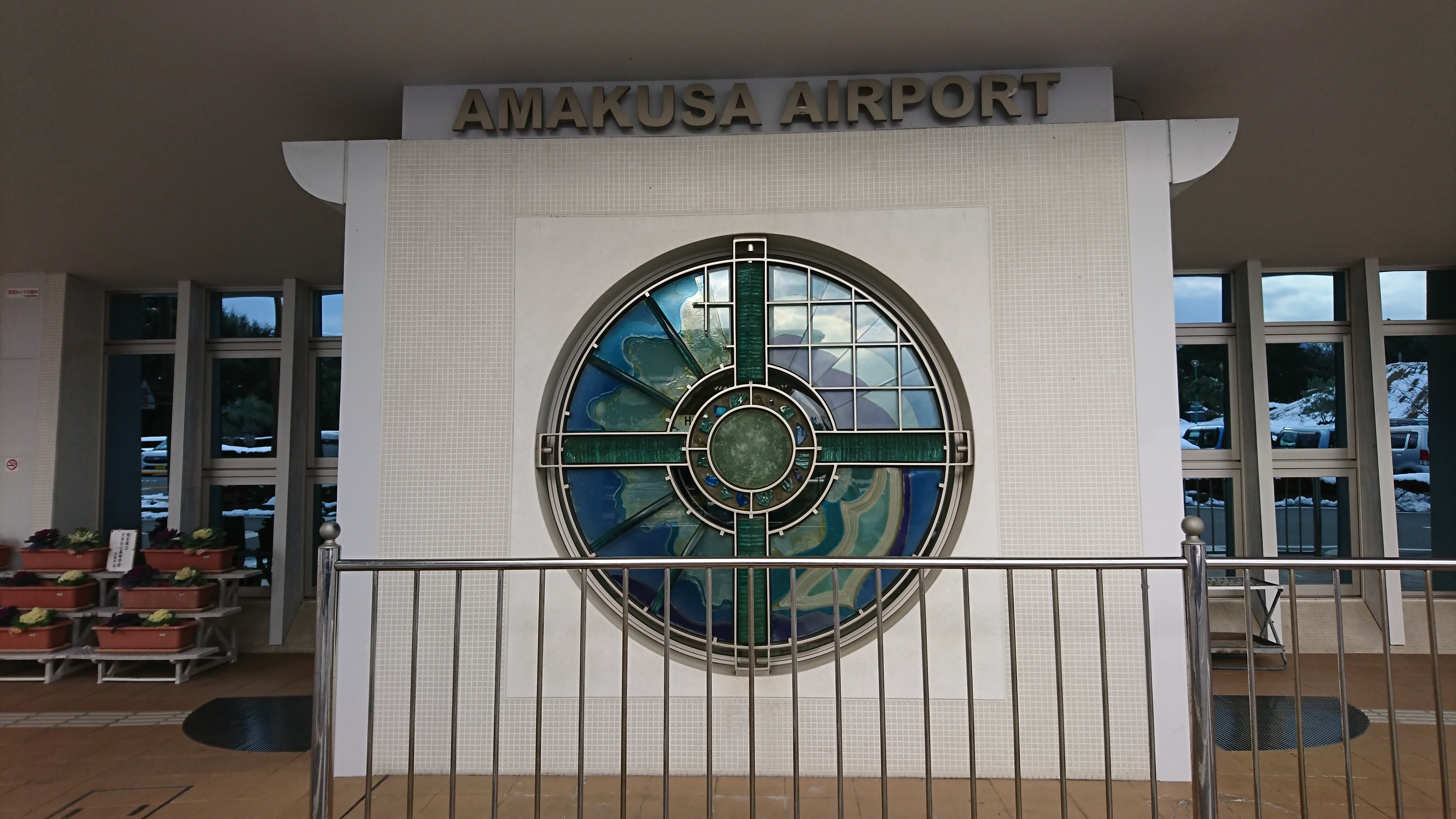
ターミナルビル正面のガラス装飾
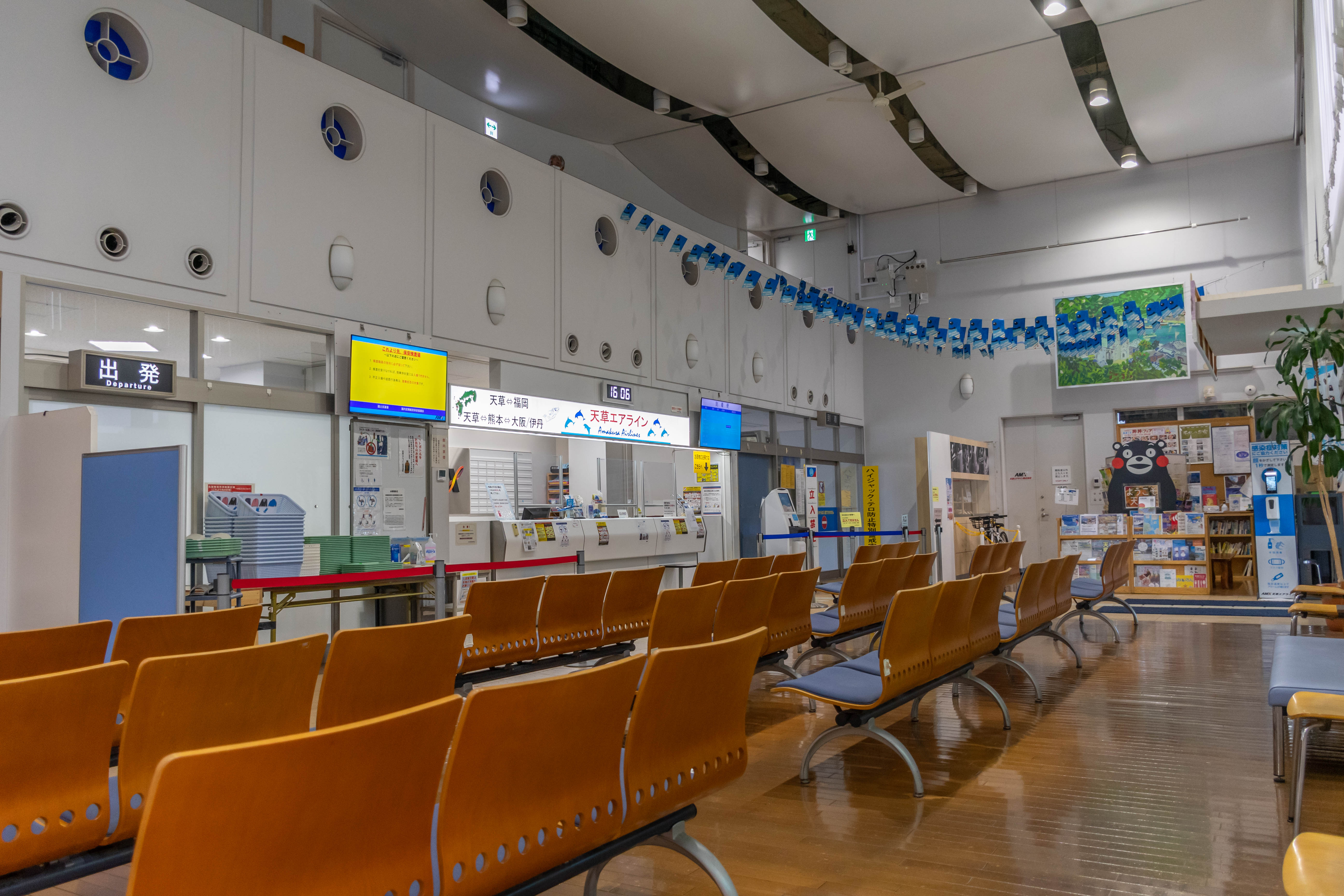
ターミナルビル内の受付カウンターと待合所（2023年）
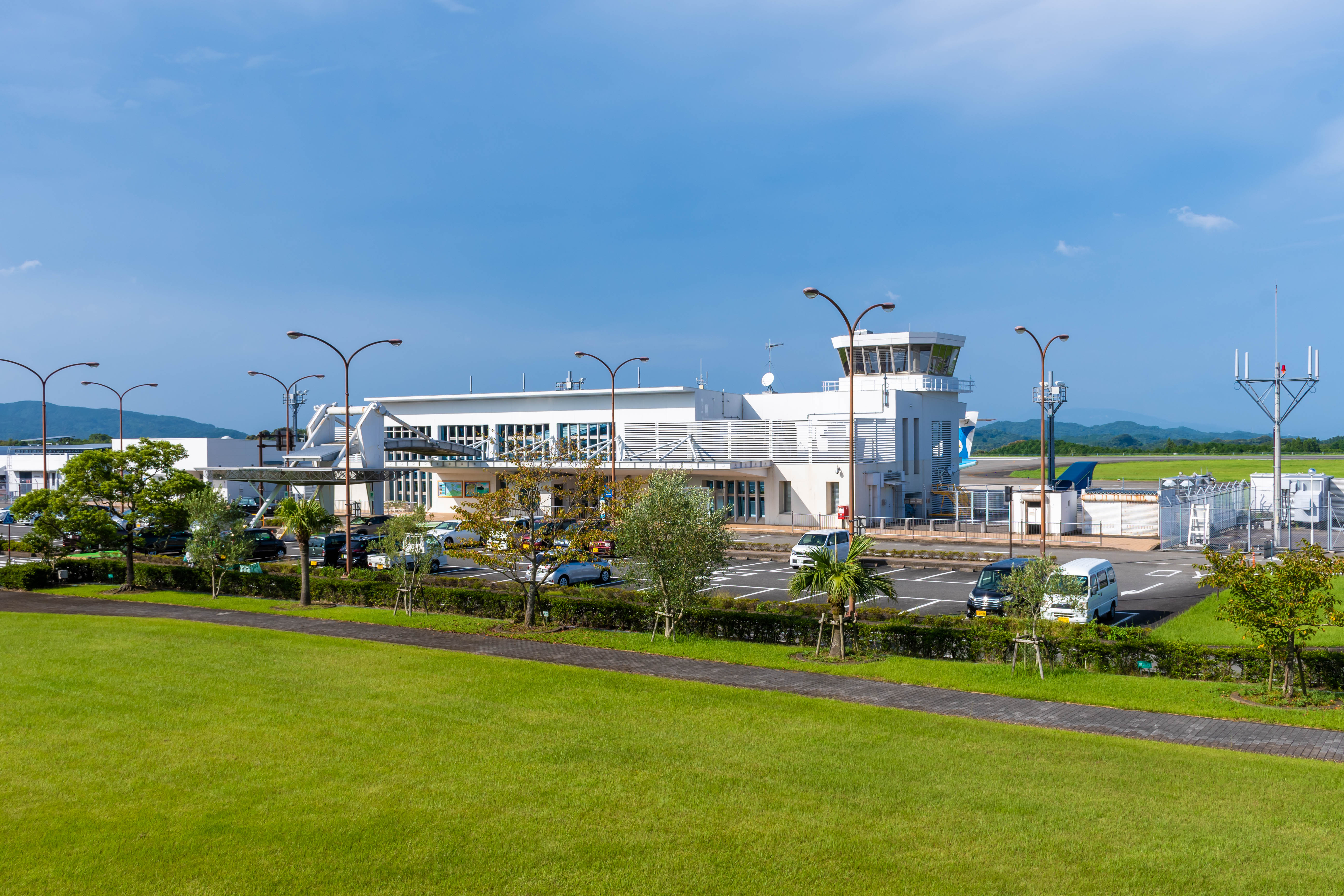
空港前の公園より撮影（2023年）
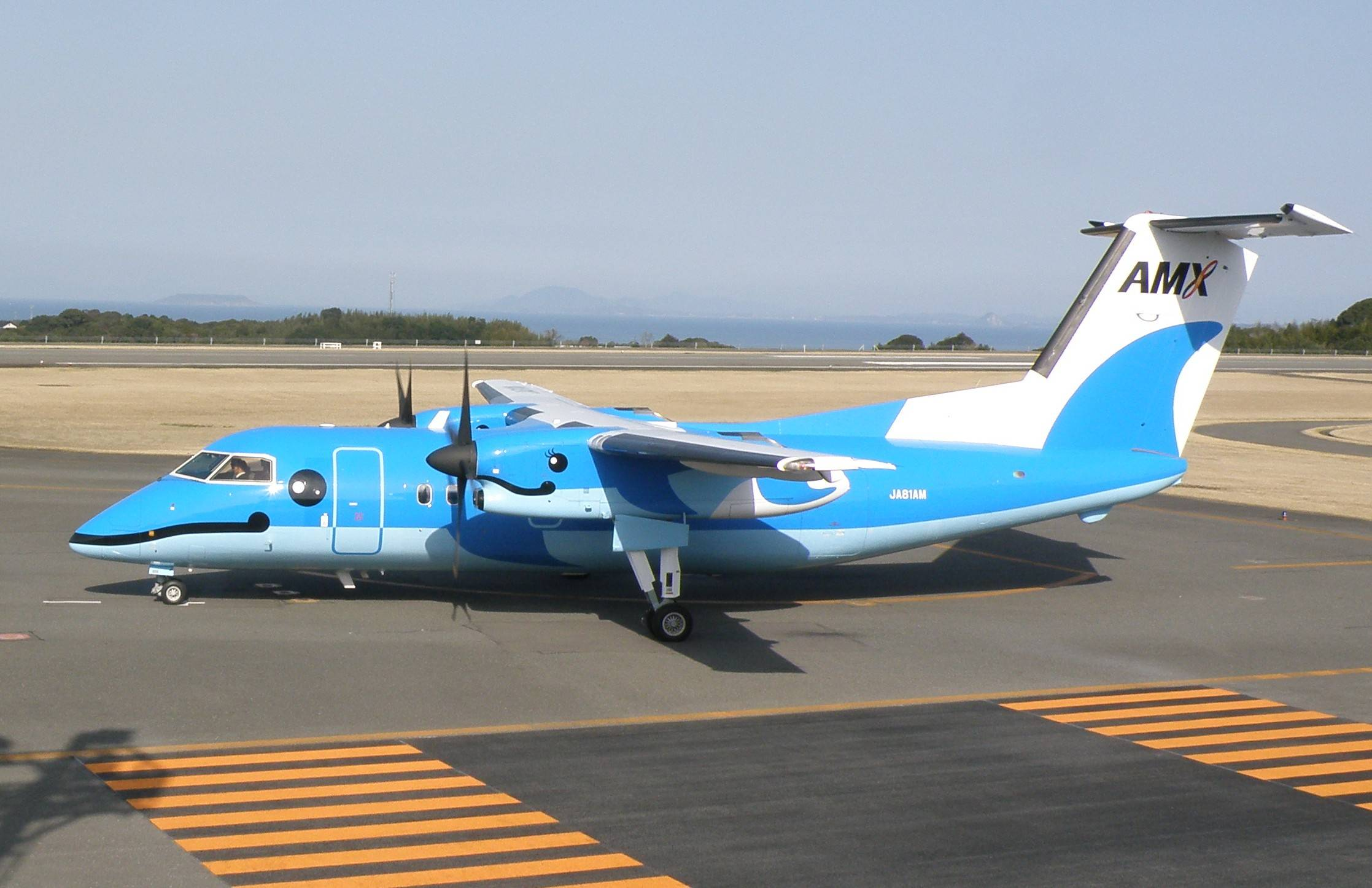
天草エアラインのDHC-8（2013年）
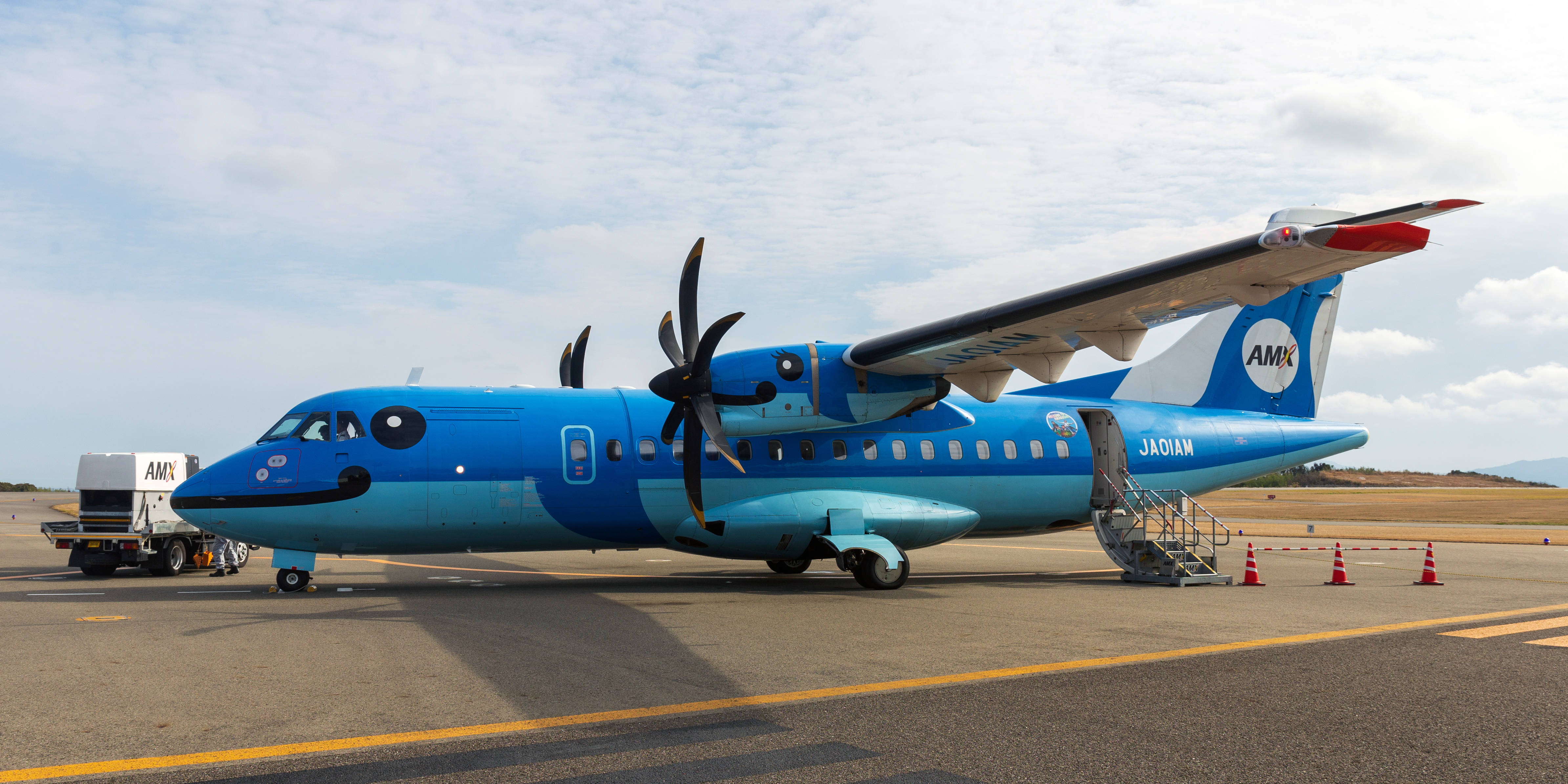
天草エアラインのATR 42-600（2019年）

## 運航会社および就航路線
- 天草エアライン・日本航空（2015年4月1日からコードシェア実施）[9]・全日本空輸（2022年10月30日からコードシェア実施）
  - 福岡空港
  - 阿蘇くまもと空港

## アクセス
本数・所要時間・運賃などの詳細は、該当項目や公式サイトを参照。
バス
- 産交バス 本渡バスセンター発着便（今釜・新小松原経由）　

## 事故
2010年8月6日午前10時10分ごろ、滑走路わきの緑地帯に、航空自衛隊春日基地（春日ヘリコプター空輸隊：福岡県春日市）所属の大型ヘリコプターCH-47型輸送機1機が緊急着陸した。機長の話によると、午前9時24分に福岡空港を離陸し鹿児島県下甑島のレーダーサイトに向かっていたところ、午前9時55分ごろに機体後部の補助エンジンから煙が出て発火したため、緊急着陸したいと天草飛行場事務所に連絡した。出火した補助エンジンは、間もなく自然鎮火した。緊急着陸後、機体から炎は見えず、乗員5名が乗っていたが負傷者はなかった。この事故の影響で、天草飛行場は閉鎖され、天草エアラインの福岡空港発の便と熊本空港行きの便の計2便が欠航した。